# Купа на Аматьорската футболна лига 2008/09

## Регламент
- Право на участие в този етап имат всички желаещи отбори от четирите „В“ АФГ и от ОФГ.
- В Първи етап всеки областен съвет излъчва един представител, а във Втори етап областните представители в рамките на четирите зонални съвета на БФС се срещат помежду си, докато не бъде излъчен по един отбор от всеки зонален съвет.
- Победителите в този етап се излъчват в елиминации в една среща. При равенство в редовното време директно се изпълняват дузпи. Мачовете се играят на неутрален терен или при домакинство, определено чрез жребий.

## Първи етап
Представители на ЗС
- Североизточна България: Бенковски (Бяла)
- Северозападна България: Росица (Поликраище)
- Югозападна България: Биопрограма (Доброславци)
- Югоизточна България: Поморие (Поморие)

### Североизточна България (ЗС Варна)

#### Област Варна
- Представител на областта: Черноморец (Чернево)

#### Област Добрич
- Представител на областта: Заря (Крушари) след 3 изиграни мача

#### Област Шумен
- Представител на областта: Преслав (Велики Преслав).

#### Област Търговище
- Представител на областта: Черноломец 04 (Попово).

#### Област Русе

##### 1/2 финал
- Бенковски (Бяла) – Две могили (Две могили) 2:0 (2:0)

##### Финал
- Бенковски (Бяла) – Борово 2000 (Борово) 6:0 (3:0)

#### Област Силистра
- Представител на областта: Релакс (Овен) - единствен подал заявка за участие.

#### Област Разград
- Представител на областта: Скрита сила (Мъдрево)

### Северозападна България (ЗС Велико Търново)

#### Област Велико Търново

##### Финал
- Росица (Поликраище) - Лозен (Лозен)

#### Област Габрово

##### Финал
- Янтра (Габрово) - Янтра 2000 (Габрово) 0:0; при дузпите: 5:3

#### Област Плевен
- Няма информация

#### Област Ловеч
- Представител на областта: Ботев (Луковит)

#### Област Враца
- Няма излъчен представител

#### Област Монтана

##### 1/2 финали
- Шурданица (Г. Дамяново) - Алмус Биър (Сталийска махала) 4:1 (2:1)
- Вихър 23 (Николово) - Мария Луиза (Лом) 5:2

##### Финал
- Вихър 23 (Николово) - Шурданица (Георги Дамяново) 3:3 (2:1); при дузпите: 5:4

#### Област Видин
- Представител на областта: Венец (гара Орешец)

### Югозападна България (ЗС София)

#### Област София (столица)
- Представител на областта: Биопрограма (Доброславци)

#### Област София

##### 1/2 финал
- Правец (Правец) - Сливнишки герой (Сливница) 1:4

##### Финал
- Торнадо (Безден) - Сливнишки герой (Сливница) 0:8

#### Област Перник
- Представител на областта: Витоша (Долна Диканя)

#### Област Благоевград

##### 1/2 финал
- Места 2005 (Хаджидимово) - Банско 1951 (Банско) 0:2

##### Финал
- Малеш (Микрево) - Банско 1951 (Банско) -Х-; при дузпите 5:3

#### Област Кюстендил
- Представител на областта: Велбъжд (Кюстендил)

#### Област Пазарджик

##### 1/2 финали
- Марица (Огняново) - Хебър (Пазарджик) 2:1 (1:1)
- Славия (Хаджиево) - Бенковски (Пазарджик) 2:2 (2:0); при дузпите: 5:3

##### Финали
- Марица (Огняново) - Славия (Хаджиево) 3:1 (0;1)

### Североизточна България (ЗС Варна)

#### Област Пловдив

##### 1 кръг
- Металик (Сопот) - Баня (Баня) 4:3 (3:1)
- Левски 2004 (Карлово) - Крепост (Хисаря) 0:3 (0:2)
- Брестник 1948 (Пловдив) - почива
- Сокол (Марково) - почива

##### 2 кръг
- Металик (Сопот) - Крепост (Хисаря) 1:2 (0:1)
- Брестник 1948 (Пловдив) - почива
- Сокол (Марково) - почива

##### 1/2 финал
- Брестник 1948 (Пловдив) - Крепост (Хисаря) 1:1; при дузпите: 5:3
- Сокол (Марково) - почива

##### Финал
- Сокол (Марково) - Брестник 1948 (Пловдив) 2:4 (1:2)

#### Област Смолян
- Няма излъчен представител

#### Област Хасково

##### Финал
- Химик (Димитровград) - Хасково (Хасково) 2:1

#### Област Кърджали
- Няма излъчен представител

#### Област Стара Загора

##### Финал
- Тунджа 2006 (Ягода) - Габровница 04 (Горно Сахране) 0:2 (0:1)

#### Област Сливен
- Няма информация

#### Област Бургас

##### 1/2 финал
- Поморие (Поморие) - Атлетик (Бургас) 2:0 (2:0)
- Созопол (Созопол) - Русокастро (Русокастро) 1:0 (1:0)

##### Финал
- Поморие (Поморие) - Созопол (Созопол) 1:0 (1:0)

#### Област Ямбол
- Представител на областта: Тунджа 1915 (Ямбол)

## Втори етап

### Североизточна България

#### Поток Варна, Добрич и Шумен
- Заря (Крушари) - Черноморец (Чернево) 0:0; при дузпите: 3:0
- Преслав (Велики Преслав) - Заря (Крушари) 6:2

#### Поток Русе, Силистра, Разград и Търговище
- Релакс (Овен) - Скрита сила (Мъдрево)
- Черноломец 04 (Попово) - Скрита сила (Мъдрево) 1:0
- Бенковски (Бяла) - Черноломец 04 (Попово) 5:0 (3:0)

##### Финал
- Преслав (Велики Преслав) - Бенковски (Бяла) 1:1 (0:0); при дузпите: 8:9

### Северозападна България

#### Поток Велико Търново, Габрово, Плевен и Ловеч
- Росица (Поликраище) - Ботев (Луковит) 1:1; при дузпите 5:4
- Росица (Поликраище) - Янтра (Габрово) 5:0 (3:0)

#### Поток Враца, Монтана и Видин
- Вихър 23 (Николово) - Венец (гара Орешец) 3:0

##### Финал
- Вихър 23 (Николово) - Росица (Поликраище) 0:1 (0:0)

### Югозападна България

#### Поток София (столица), София и Пазарджик
- Биопрограма (Доброславци) - Марица (Огняново) 3:0 сл.
- Биопрограма (Доброславци) - Сливнишки герой (Сливница)

#### Поток Благоевград, Кюстендил и Перник
- Витоша (Долна Диканя) - Малеш (Микрево) 0:1 (0:0)
- Малеш (Микрево) - Велбъжд (Кюстендил) 2:2; при дузпите: 4:5

##### Финал
- Биопрограма (Доброславци) - Велбъжд (Кюстендил) 0:0; при дузпите: 5:4

### Югоизточна България

#### Поток Пловдив, Смолян, Хасково и Кърджали
- Химик (Димитровград) - Брестник 1948 (Пловдив) 0:2 (0:0)

#### Поток Стара Загора, Сливен, Бургас и Ямбол
- Тунджа 1915 (Ямбол) - Поморие (Поморие) 0:2 (0:0)
- Поморие (Поморие) - Габровница 04 (Горно Сахране) 3:1 (1:1)

##### Финал
- Брестник 1948 (Пловдив) - Поморие (Поморие) 0:0; при дузпите: 3:4

## Трети етап

##### 1/2 финал
- Поморие (Поморие) - Биопрограма (Доброславци) 6:0 (3:0)
- Росица (Поликраище) - Бенковски (Бяла) 1:5

##### Финал
- Бенковски (Бяла) - Поморие (Поморие) 1:4 (1:3)